# Vittorio della Rovere
Vittorio della Rovere (Casale Monferrato, 29 gennaio 1811 – Roma, 28 febbraio 1863) è stato un fotografo e gesuita italiano, uno dei primi pionieri della fotografia che esercitarono in Roma.

## Biografia
Proveniente dall'antica famiglia dei  Della Rovere. Stabilitasi in Piemonte, il marchese Vittorio della Rovere nacque a Casale Monferrato il 29 gennaio 1811. Figlio del marchese Luigi della Rovere e di Leopoldina Enrielli di Donnaz, ebbe come suoi fratelli Federico e Alessandro, entrambi futuri generali. Il 10 ottobre 1827, all'età di sedici anni, Vittorio prese i voti nella Compagnia di Gesù, divenendo così gesuita a Roma. Il suo interesse per le scienze lo portò ad insegnare chimica e fisica al Collegio Romano. Dal 1842 al 1845 fu tutore del principe reale di Napoli e durante questo periodo apprese l'arte della fotografia. Assistette Francesco de Vico — Gesuita, astronomo e direttore dell'Osservatorio del Collegio Romano — quando riuscì a ottenere un'immagine dagherrotipica di 23 millimetri della Luna.
Ritornato a Roma, studiò il procedimento della dagherrotipia e sperimentò nuovi metodi, che lo portarono a pubblicare diversi saggi tecnici tra il 1846 e il 1851. Dagherrotipista riconosciuto, fotografò personalità del Vaticano, tra cui Papa Gregorio XVI nel maggio 1845 a Tivoli. È la prima volta che un pontefice viene fotografato. Nel 1851 Della Rovere lasciò la Compagnia di Gesù per motivi personali. Questo ritorno alla vita secolare gli permise di iniziare a fotografare le donne, soggetto proibito durante il suo sacerdozio. Aprì il secondo studio fotografico a Roma.
Nel 1855, con l'aiuto dell'ottico Giuliano Ansiglioni, perfezionò lo stereoscopio di Charles Wheastone e ottenne dal Ministro del Commercio e dei Lavori Pubblici un brevetto della durata di sei anni, brevetto che trasmise poi ad Ansiglioni.  Fu uno dei primi a utilizzare la lampada ad arco per simulare la luce naturale. Il sacerdote Antonio D'Alessandri, suo allievo di fotografia, introdusse a Roma la tecnica del collodio umido intorno al 1856.
Morì il 28 febbraio 1863 a Roma.

## Collezioni

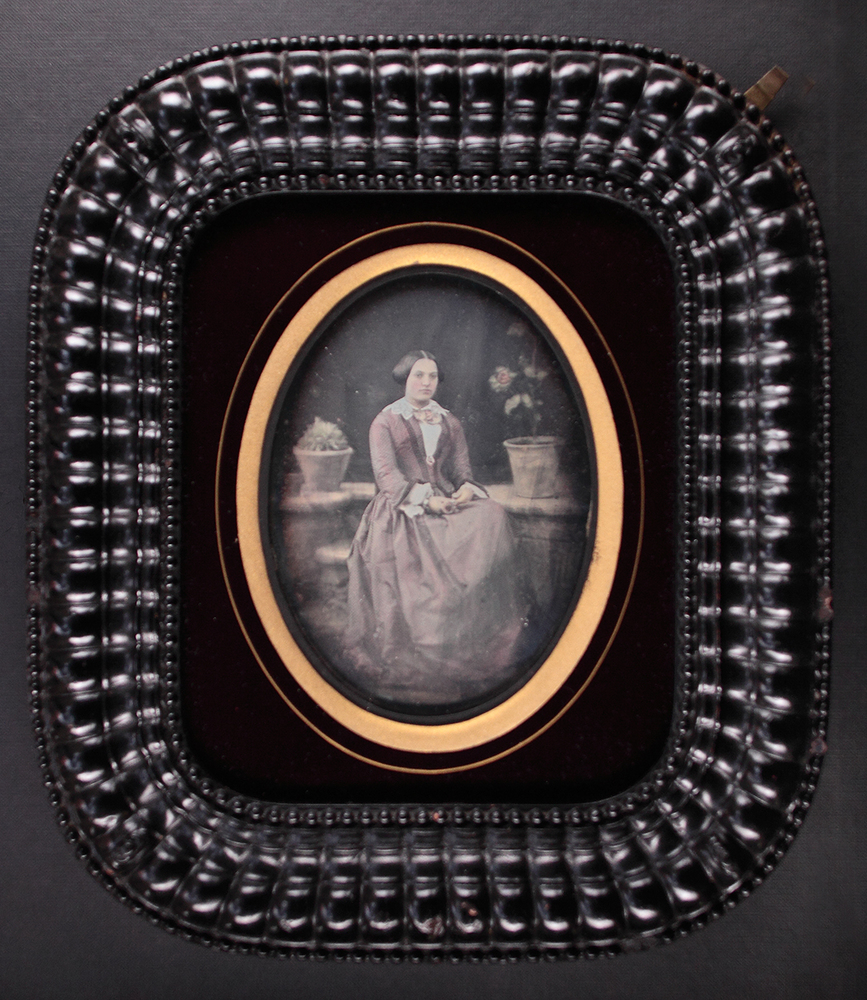
Vittorio della Rovere. Ritratto di giovane donna in un giardino, dagherrotipo, 1854, Coll. Istituto Centrale per il Catalogo e la Documentazione

Delle sue fotografie originali sopravvivono solo rare copie, tra cui un dagherrotipo del cugino Paolo della Rovere e una foto positiva (processo calotipo) che apparteneva alla collezione fotografica della duchessa di Berry.
- Ritratto di papa Gregorio XVI, Tivoli, 2 octobre 1845, dagherrotipo (perduto)
- Ritratto di Paolo della Rovere, Torino,11 maggio 1849, dagherrotipo colorato a mano, Lugano, Collezione Marco Antonetto, inv. 1008.[12][13]
- Il Casino di Villa Doria Pamphilj, 1850-52, carta salata (da un negativo su carta), Lugano, Collezione Marco Antonetto, inv. 1440 (dalla collezione della duchessa di Berry).[12] Questa fotografia è stata venduta all'asta nel 2007.[14]
- (Attribuito a Vittorio della Rovere) Carità Romana, 1851 circa, carta salata, Madrid, Museo del Prado, inv. HF00192.[15]
- Ritratto di giovane donna in un giardino, février 1854, dagherrotipo colorato a mano, Roma, Istituto Centrale per il Catalogo e la Documentazione, Museo-Archivio della fotografia storica, Collezione Bechetti, inv. 4812.[6]

## Pubblicazioni
- «Nuova maniera di iodare le lamine fotografiche », in Raccolta scientifica di fisica e matematiche, a. II, 17. Roma, pp. 265–266[16]
- «Nuova maniera di iodare le lamine pei dagherrotipi. Nota del R. P. Vittorio Della Rovere della C. di G. professore nel Collegio Romano», in Il Lucifero, Napoli, a. X, p. 52
- «Immagini su lamine dagherriane che non fanno specchio», in Giornale di Roma, p. 172
- «Immagini su lamine dagherriane che non fanno specchio» in Corrispondenza scientifica in Roma, a. II, 24, pp. 195–196

## Esposizioni
- 2016: Con la luce di Roma. Fotografie dal 1840 al 1870 dalla Collezione Marco Antonetto, Museo Vincenzo Vela, Ligornetto, 22 novembre 2015 – 19 giugno 2016